# U-408
Unterseeboot 408 foi um submarino alemão do Tipo VIIC, pertencente a Kriegsmarine que atuou durante a Segunda Guerra Mundial.

## Comandantes
| Comandante                  | Data                                           |
| --------------------------- | ---------------------------------------------- |
| KrvKpt. Reinhard von Hymmen | 19 de novembro de 1941 - 5 de novembro de 1942 |

## Subordinação
Durante o seu tempo de serviço, esteve subordinado às seguintes flotilhas:
| Período                                      | Flotilha                                   |
| -------------------------------------------- | ------------------------------------------ |
| 19 de novembro de 1941 - 30 de abril de 1942 | 5. Unterseebootsflottille (treinamento)    |
| 1 de maio de 1942 - 30 de junho de 1942      | 9. Unterseebootsflottille (serviço ativo)  |
| 1 de julho de 1942 - 5 de novembro de 1942   | 11. Unterseebootsflottille (serviço ativo) |

## Operações conjuntas de ataque
O U-408 participou das seguinte operações de ataque combinado durante a sua carreira:
- Rudeltaktik Eisteufel (21 de junho de 1942 - 10 de julho de 1942)
- Rudeltaktik Trägertod (12 de setembro de 1942 - 22 de setembro de 1942)